# Tour de France 1968
55. Tour de France rozpoczął się 27 czerwca w Vittel, a zakończył się 21 lipca 1968 roku w Paryżu. Wyścig składał się z prologu i 22 etapów. Cała trasa liczyła 4492 km.
Klasyfikację generalną wygrał Holender Jan Janssen, punktową Włoch Franco Bitossi, górską Hiszpan Aurelio González, a klasyfikację drużynową Hiszpania. Najaktywniejszym kolarzem został Francuz Roger Pingeon. W nowo wprowadzonej klasyfikacji kombinowanej najlepszy okazał się Bitossi.
Dwaj Francuzi: José Samyn i Jean Stablinski zostali zdyskwalifikowani za doping.

## Drużyny
W tej edycji TdF wzięło udział 13 drużyn:
- Francja A
- Francja B
- Francja C
- RFN
- Belgia A
- Belgia B
- Hiszpania
- Wielka Brytania
- Włochy
- Holandia
- Szwajcaria/Luksemburg

## Etapy
| 1A  | 27 czerwca | Vittel                          | ITT 6,1 km    | Charly Grosskost     |               |               |               |
| 1B  | 28 czerwca | Vittel – Esch-sur-Alzette       | 189,0 km      | Charly Grosskost     |               |               |               |
| 2   | 29 czerwca | Arlon – Forest                  | 205,5 km      | Eric De Vlaeminck    |               |               |               |
| 3A  | 30 czerwca | Forest                          | TTT 22,0 km   | Belgia A             |               |               |               |
| 3B  | 30 czerwca | Forest – Roubaix                | 112,0 km      | Walter Godefroot     |               |               |               |
| 4   | 1 lipca    | Roubaix – Rouen                 | 238,0 km      | Georges Chappe       |               |               |               |
| 5A  | 2 lipca    | Rouen – Bagnoles-de-l’Orne      | 165,0 km      | André Desvages       |               |               |               |
| 5B  | 2 lipca    | Bagnoles-de-l’Orne – Dinard     | 154,5 km      | Jean Dumont          |               |               |               |
| 6   | 3 lipca    | Dinard – Lorient                | 188,0 km      | Aurelio González     |               |               |               |
| 7   | 4 lipca    | Lorient – Nantes                | 190,0 km      | Franco Bitossi       |               |               |               |
| 8   | 5 lipca    | Nantes – Royan                  | 223,0 km      | Daniel Van Ryckeghem |               |               |               |
|     | 6 lipca    | Dzień przerwy                   | Dzień przerwy | Dzień przerwy        | Dzień przerwy | Dzień przerwy | Dzień przerwy |
| 9   | 7 lipca    | Royan – Bordeaux                | 137,5 km      | Walter Godefroot     |               |               |               |
| 10  | 8 lipca    | Bordeaux – Bajonna              | 202,5 km      | Gilbert Bellone      |               |               |               |
| 11  | 9 lipca    | Bajonna – Pau                   | 183,5 km      | Daniel Van Ryckeghem |               |               |               |
| 12  | 10 lipca   | Pau – Saint-Gaudens             | 226,5 km      | Georges Pintens      |               |               |               |
| 13  | 11 lipca   | Saint-Gaudens – La Seu d’Urgell | 208,5 km      | Herman Van Springel  |               |               |               |
| 14  | 12 lipca   | La Seu d’Urgell – Perpignan     | 231,5 km      | Jan Janssen          |               |               |               |
|     | 13 lipca   | Dzień przerwy                   | Dzień przerwy | Dzień przerwy        | Dzień przerwy | Dzień przerwy | Dzień przerwy |
| 15  | 14 lipca   | Font-Romeu-Odeillo-Via – Albi   | 250,5 km      | Roger Pingeon        |               |               |               |
| 16  | 15 lipca   | Albi – Aurillac                 | 199,0 km      | Franco Bitossi       |               |               |               |
| 17  | 16 lipca   | Aurillac – Saint-Étienne        | 236,5 km      | Jean-Pierre Genet    |               |               |               |
| 18  | 17 lipca   | Saint-Étienne – Grenoble        | 235,0 km      | Roger Pingeon        |               |               |               |
| 19  | 18 lipca   | Grenoble – Sallanches           | 200,0 km      | Barry Hoban          |               |               |               |
| 20  | 19 lipca   | Sallanches – Besançon           | 242,5 km      | Jos Huysmans         |               |               |               |
| 21  | 20 lipca   | Besançon – Auxerre              | 242,0 km      | Eric Leman           |               |               |               |
| 22A | 21 lipca   | Auxerre – Melun                 | 136,0 km      | Maurice Izier        |               |               |               |
| 22B | 21 lipca   | Melun – Paryż                   | ITT 54,7 km   | Jan Janssen          |               |               |               |

## Liderzy klasyfikacji po etapach
| Etap                 | Zwycięzca            | Klasyfikacja generalna | Klasyfikacja punktowa | Klasyfikacja górska | Klasyfikacja kombinowana | Klasyfikacja drużynowa |
| -------------------- | -------------------- | ---------------------- | --------------------- | ------------------- | ------------------------ | ---------------------- |
| 1a                   | Charly Grosskost     | Charly Grosskost       | Charly Grosskost      | brak                | brak                     | Francja B              |
| 1b                   | Charly Grosskost     | Charly Grosskost       | Charly Grosskost      | Eric Leman          | Italo Zilioli            | Francja A              |
| 2                    | Eric De Vlaeminck    | Charly Grosskost       | Charly Grosskost      | Eric Leman          | Eric De Vlaeminck        | Francja A              |
| 3a                   | Belgia A             | Herman Van Springel    | Charly Grosskost      | Eric Leman          | Eric De Vlaeminck        | Belgia A               |
| 3b                   | Walter Godefroot     | Herman Van Springel    | Charly Grosskost      | Eric Leman          | Eric De Vlaeminck        | Belgia A               |
| 4                    | Georges Chappe       | Jean-Pierre Genet      | Charly Grosskost      | Eric Leman          | Eric De Vlaeminck        | Francja A              |
| 5a                   | André Desvages       | Georges Vandenberghe   | Georges Vandenberghe  | Eric Leman          | Georges Vandenberghe     | Francja A              |
| 5b                   | Jean Dumont          | Georges Vandenberghe   | Georges Vandenberghe  | Franco Bitossi      | Georges Vandenberghe     | Francja A              |
| 6                    | Aurelio González     | Georges Vandenberghe   | Georges Vandenberghe  | Franco Bitossi      | Georges Vandenberghe     | Francja A              |
| 7                    | Franco Bitossi       | Georges Vandenberghe   | Franco Bitossi        | Franco Bitossi      | Georges Vandenberghe     | Francja A              |
| 8                    | Daniel Van Ryckeghem | Georges Vandenberghe   | Franco Bitossi        | Franco Bitossi      | Georges Vandenberghe     | Francja A              |
| 9                    | Walter Godefroot     | Georges Vandenberghe   | Walter Godefroot      | Franco Bitossi      | Georges Vandenberghe     | Francja A              |
| 10                   | Gilbert Bellone      | Georges Vandenberghe   | Franco Bitossi        | Franco Bitossi      | Georges Vandenberghe     | Francja A              |
| 11                   | Daniel Van Ryckeghem | Georges Vandenberghe   | Walter Godefroot      | Franco Bitossi      | Georges Vandenberghe     | Francja A              |
| 12                   | Georges Pintens      | Georges Vandenberghe   | Walter Godefroot      | Andrés Gandarias    | Georges Vandenberghe     | Hiszpania              |
| 13                   | Herman Van Springel  | Georges Vandenberghe   | Walter Godefroot      | Aurelio González    | Franco Bitossi           | Hiszpania              |
| 14                   | Jan Janssen          | Georges Vandenberghe   | Walter Godefroot      | Aurelio González    | Georges Vandenberghe     | Hiszpania              |
| 15                   | Roger Pingeon        | Georges Vandenberghe   | Walter Godefroot      | Aurelio González    | Georges Vandenberghe     | Hiszpania              |
| 16                   | Franco Bitossi       | Rolf Wolfshohl         | Walter Godefroot      | Franco Bitossi      | Franco Bitossi           | Hiszpania              |
| 17                   | Jean-Pierre Genet    | Rolf Wolfshohl         | Walter Godefroot      | Aurelio González    | Franco Bitossi           | Hiszpania              |
| 18                   | Roger Pingeon        | Gregorio San Miguel    | Walter Godefroot      | Aurelio González    | Franco Bitossi           | Hiszpania              |
| 19                   | Barry Hoban          | Herman Van Springel    | Franco Bitossi        | Aurelio González    | Franco Bitossi           | Hiszpania              |
| 20                   | Jos Huysmans         | Herman Van Springel    | Franco Bitossi        | Aurelio González    | Franco Bitossi           | Hiszpania              |
| 21                   | Eric Leman           | Herman Van Springel    | Franco Bitossi        | Aurelio González    | Franco Bitossi           | Hiszpania              |
| 22a                  | Maurice Izier        | Herman Van Springel    | Franco Bitossi        | Aurelio González    | Franco Bitossi           | Hiszpania              |
| 22b                  | Jan Janssen          | Jan Janssen            | Franco Bitossi        | Aurelio González    | Franco Bitossi           | Hiszpania              |
| Klasyfikacja końcowa | Klasyfikacja końcowa | Jan Janssen            | Franco Bitossi        | Aurelio González    | Franco Bitossi           | Hiszpania              |

## Klasyfikacje końcowe

### Klasyfikacja generalna
| Pozycja | Zawodnik            | Drużyna   | Czas          |
| ------- | ------------------- | --------- | ------------- |
| 1.      | Jan Janssen         | Holandia  | 133 h 49' 42" |
| 2.      | Herman Van Springel | Belgia A  | +38"          |
| 3.      | Ferdinand Bracke    | Belgia B  | +3' 03"       |
| 4.      | Gregorio San Miguel | Hiszpania | +3' 17"       |
| 5.      | Roger Pingeon       | Francja A | +3' 29"       |
| 6.      | Rolf Wolfshohl      | RFN       | +3' 46"       |
| 7.      | Lucien Aimar        | Francja B | +4' 44"       |
| 8.      | Franco Bitossi      | Włochy    | +4' 59"       |
| 9.      | Andrés Gandarias    | Hiszpania | +5' 05"       |
| 10.     | Ugo Colombo         | Włochy    | +7' 55"       |

### Klasyfikacja punktowa
| Pozycja | Zawodnik             | Drużyna  | Punkty |
| ------- | -------------------- | -------- | ------ |
| 1.      | Franco Bitossi       | Włochy   | 241    |
| 2.      | Walter Godefroot     | Belgia B | 219    |
| 3.      | Jan Janssen          | Holandia | 200    |
| 4.      | Daniel Van Ryckeghem | Belgia A | 167    |
| 5.      | Georges Vandenberghe | Belgia B | 155    |

### Klasyfikacja górska
| Pozycja | Zawodnik         | Drużyna   | Punkty |
| ------- | ---------------- | --------- | ------ |
| 1.      | Aurelio González | Hiszpania | 122    |
| 2.      | Franco Bitossi   | Włochy    | 68     |
| 3.      | Julio Jiménez    | Hiszpania | 53     |
| 4.      | Roger Pingeon    | Francja A | 45     |
| 5.      | Andrés Gandarias | Hiszpania | 44     |

### Klasyfikacja kombinowana
| Pozycja | Zawodnik            | Drużyna   | Punkty |
| ------- | ------------------- | --------- | ------ |
| 1.      | Franco Bitossi      | Włochy    | 11     |
| 2.      | Jan Janssen         | Holandia  | 18,5   |
| 3.      | Roger Pingeon       | Francja A | 20     |
| 4.      | Herman Van Springel | Belgia A  | 20,5   |
| 5.      | Gregorio San Miguel | Hiszpania | 26     |

### Klasyfikacja drużynowa
| Pozycja | Drużyna   | Czas          |
| ------- | --------- | ------------- |
| 1.      | Hiszpania | 403 h 47' 51" |
| 2.      | Belgia A  | +12' 12"      |
| 3.      | Francja B | +21' 45"      |
| 4.      | Włochy    | +25' 01"      |
| 5.      | Belgia B  | +25' 16"      |